# TOMM34
TOMM34‏ (Translocase of outer mitochondrial membrane 34) هوَ بروتين يُشَفر بواسطة جين TOMM34 في الإنسان.